# Jack Lawrence (Bassist)

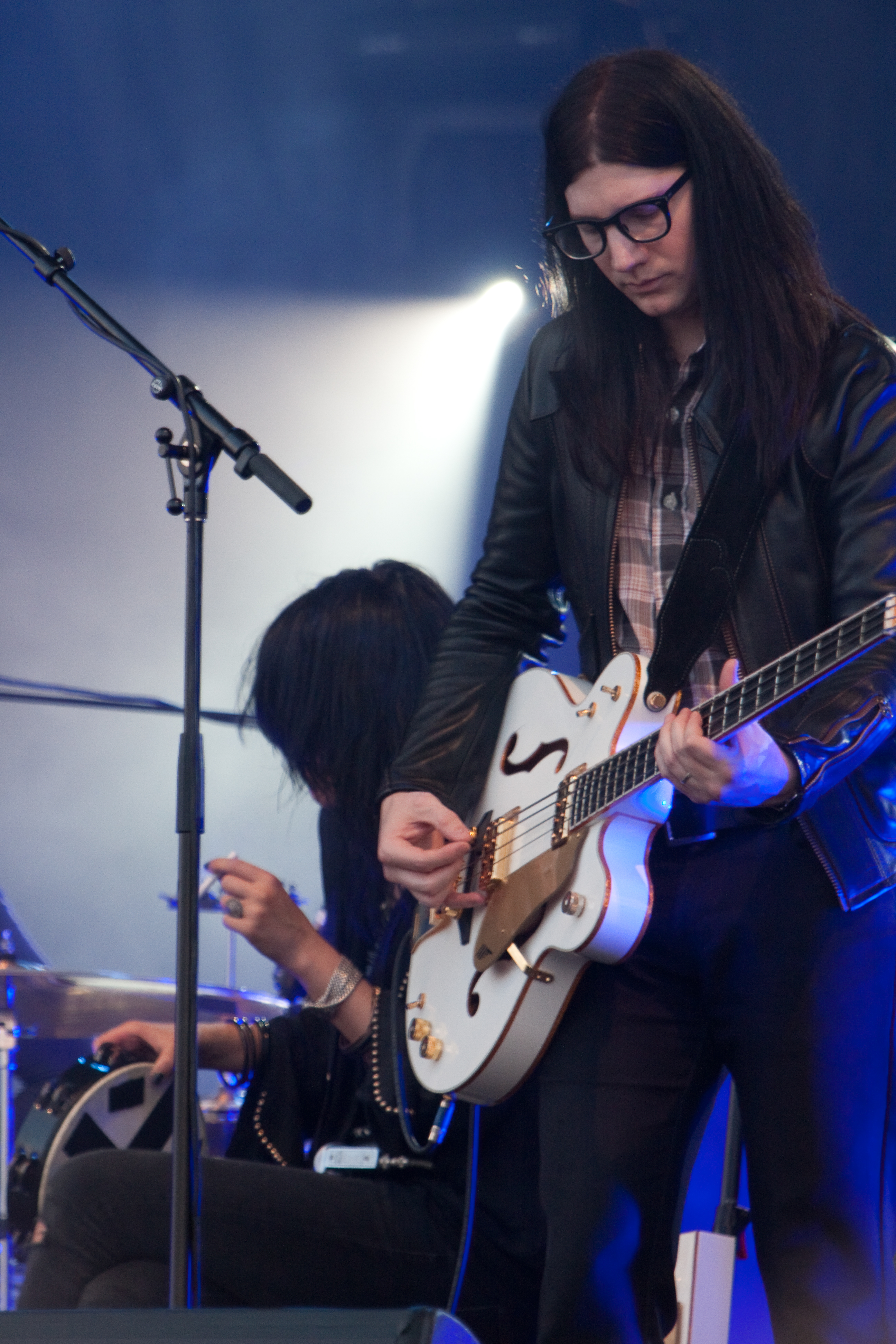
Jack Lawrence (2009)

Jack Lawrence ist ein US-amerikanischer E-Bassist, der sich dem alternativen und dem Indierock verschrieben hat. Er ist als Bassist in den Bands The Dead Weather, The Raconteurs und The Greenhornes tätig.
Mit seiner ersten Band The Greenhornes schaffte er es in die Welt des Musikgeschäftes einzutreten. Durch seine Karriere als dortiger Bassist lernte er Jack White, den Gitarrist und Sänger der White Stripes, kennen, der mit ihm zusammen die Alternativrockband The Raconteurs gründete.
Zusammen mit Jack White startete er 2009 eine weitere Band, die sich The Dead Weather nennt. Zu Jack White und Jack Lawrence kamen noch Alison Mosshart (The Kills) und Dean Fertita von Queens of the Stone Age dazu. Mit The Dead Weather und den Raconteurs tourt Jack Lawrence bis heute in verschiedenen Ländern.
Lawrence ist außerdem als Studio- und Livebassist der Band City and Colour, um Frontman Dallas Green, aktiv.